# Armenischer Fußballpokal 2019/20
Der armenische Fußballpokal 2019/20 war die 29. Austragung des Pokalwettbewerbs in Armenien.
20 Mannschaften nahmen teil. Qualifiziert waren die zehn Mannschaften aus der Bardsragujn chumb 2019/20 sowie zehn Teams aus der Aradschin chumb 2019/20.

## Modus
Der Pokal wurde in fünf Runden ausgetragen. Bis auf die Halbfinalspiele wurden die Sieger in einem Spiel ermittelt. Stand es nach 90 Minuten unentschieden, gab es eine Verlängerung und wenn nötig ein Elfmeterschießen, bis der Sieger ermittelt war. In den Halbfinalbegegnungen entschied bei Torgleichstand zunächst die Anzahl der Auswärts erzielten Tore.

## 1. Runde
| Datum      |                     | Ergebnis |                |
| ---------- | ------------------- | -------- | -------------- |
| 05.09.2019 | FC Dilidschan       | 13:0 1   | FC Makarawank  |
| 06.09.2019 | FC Torpedo Jerewan  | 3:0      | FC Masis       |
| 06.09.2019 | FC West Armenia     | 7:1      | FC Ani Jerewan |
| 06.09.2019 | FC Aragaz Aschtarak | 0:6      | FC Van         |

## Achtelfinale
Die Spiele fanden zwischen dem 1. und 3. November 2019 statt.
| Datum      |                      | Ergebnis              |                       |
| ---------- | -------------------- | --------------------- | --------------------- |
| 01.11.2019 | FC Dilidschan        | 10:3 1                | FC Lori Wanadsor      |
| 01.11.2019 | Gandsassar Kapan     | 2:1                   | FC Schirak Gjumri     |
| 02.11.2019 | FC Sewan             | 2:0                   | FC Jerewan            |
| 02.11.2019 | FC Lokomotiv Jerewan | 0:1                   | FC Van                |
| 02.11.2019 | FC Pjunik Jerewan    | 0:0 n. V. (3:5 i. E.) | FC Urartu Jerewan     |
| 03.11.2019 | FC West Armenia      | 0:5                   | FC Ararat-Armenia     |
| 03.11.2019 | FC Torpedo Jerewan   | 1:3                   | FC Alaschkert Martuni |
| 03.11.2019 | FC Noah Jerewan      | 1:0                   | FA Ararat Jerewan     |

## Viertelfinale
| Datum      |                  | Ergebnis |                       |
| ---------- | ---------------- | -------- | --------------------- |
| 27.11.2019 | FC Sewan         | 02:11    | FC Ararat-Armenia     |
| 27.11.2019 | FC Van           | 0:1      | FC Noah Jerewan       |
| 27.11.2019 | FC Lori Wanadsor | 0:1      | FC Urartu Jerewan     |
| 27.11.2019 | Gandsassar Kapan | 3:1      | FC Alaschkert Martuni |

## Halbfinale
| Datum             |                   | Gesamt |                  | Hinspiel | Rückspiel |
| ----------------- | ----------------- | ------ | ---------------- | -------- | --------- |
| 11.03./24.06.2020 | FC Ararat-Armenia | 3:0    | Gandsassar Kapan | 1:0      | 2:0       |
| 11.03./24.06.2020 | FC Urartu Jerewan | 1:3    | FC Noah Jerewan  | 0:1      | 1:2       |

## Finale
| FC Noah Jerewan                                     | FC Noah Jerewan | FC Ararat-Armenia | FC Ararat-Armenia |
| --------------------------------------------------- | --- | --- | ----------------- |
| FC Noah Jerewan                                     | \| 10. Juli 2020 in Jerewan (Football Academy Stadion)[1] \| \| Ergebnis: 5:5 n. V. (4:4, 1:4), 7:6 i. E. \| \| Zuschauer: 0 \| \| Schiedsrichter: Sawen Howhannisjan \| | \| 10. Juli 2020 in Jerewan (Football Academy Stadion)[1] \| \| Ergebnis: 5:5 n. V. (4:4, 1:4), 7:6 i. E. \| \| Zuschauer: 0 \| \| Schiedsrichter: Sawen Howhannisjan \| | FC Ararat-Armenia |
| FC Noah Jerewan                                     | Maksim Schwagirjow – Wladislaw Krjutschkow, Alan Tatajew, Michail Kowalenko, Helistano Manga (46. Kirill Bor) – Eduards Emsis (111. Wigen Awetisjan), Wladimir Asarow, Pawel Deobald (76. Juri Gareginjan), Danu Spătaru (76. Edgar Grigorjan) – Maksim Majrowitsch (58. Sergej Dmitriew), Dmitrij Lawritschew (88. Rokas Krusnauskas) Cheftrainer: Vadim Boreț | Stefan Čupić – Serhij Wakulenko (91. Dmitrij Gus), Ângelo Meneses, Rochdi Achenteh (60. Alex Júnior Christian), Artur Danieljan – Mailson Lima (74. Gor Malakjan), Furdjel Narsingh (84. Armen Nahapetjan), Armen Hambardsumjan (74. Zakaria Sanogo), Alphonse Kassé – Yussuf Otubanjo, Ogana Luis (84. Anton Kobjalko) | FC Ararat-Armenia |
| FC Noah Jerewan                                     | 1:3 Maksim Majrowitsch (39.) 2:4 Wladimir Asarow (56.) 3:4 Michail Kowalenko (60.) 4:4 Danu Spătaru (67.) 5:4 Wladimir Asarow (115.) | 0:1 Ogana Luis (8.) 0:2 Alan Tatajew (23., Eigentor) 0:3 Yussuf Otubanjo (29.) 1:4 Ogana Luis (40.) 5:5 Yussuf Otubanjo (117.) | FC Ararat-Armenia |
| FC Noah Jerewan                                     | Elfmeterschießen | | FC Ararat-Armenia |
| FC Noah Jerewan                                     | Kirill Bor 1:1 Wladimir Asarow Wigen Awetisjan 2:2 Juri Gareginjan 3:3 Sergej Dmitriew 4:4 Michail Kowalenko 5:5 Edgar Grigorjan 6:6 Wladislaw Krjutschkow 7:6 Rokas Krusnauskas | Armen Nahapetjan 0:1 Anton Kobjalko 1:2 Ângelo Meneses Gor Malakjan 2:3 Yussuf Otubanjo 3:4 Zakaria Sanogo 4:5 Alex Júnior Christian 5:6 Dmitrij Gus Artur Danieljan | FC Ararat-Armenia |
| FC Noah Jerewan                                     | Wladislaw Krjutschkow, Wardan Mowsisjan, Michail Kowalenko | Rochdi Achenteh, Anton Kobjalko, Stefan Čupić | FC Ararat-Armenia |
| FC Noah Jerewan                                     | Alphonse Kassé | | FC Ararat-Armenia |
| 10. Juli 2020 in Jerewan (Football Academy Stadion) | | |                   |
| Ergebnis: 5:5 n. V. (4:4, 1:4), 7:6 i. E.           | | |                   |
| Zuschauer: 0                                        | | |                   |
| Schiedsrichter: Sawen Howhannisjan                  | | |                   |